# Atletismo nos Jogos Olímpicos de Verão de 2020 - 1500 m feminino
O evento dos 1500 metros feminino nos Jogos Olímpicos de Verão de 2020 ocorreu entre os dias 2 e 6 de agosto de 2021 no Estádio Olímpico. Esperava-se que aproximadamente cinquenta atletas participassem.

## Qualificação
Um Comitê Olímpico Nacional (CON) pode inscrever até 3 atletas no evento feminino dos 1500 metros desde que todos as atletas atendam ao padrão de inscrição ou se classificarem pelo ranking durante o período de qualificação (o limite de 3 está em vigor desde o Congresso Olímpico de 1930). O tempo padrão a qualificação é 4:04.20. Este padrão foi "estabelecido com o único propósito de qualificar atletas com desempenhos excepcionais incapazes de se qualificar através do caminho do Ranking Mundial da IAAF". O ranking mundial, baseado na média dos cinco melhores resultados do atleta durante o período de qualificação e ponderado pela importância do evento, é usado para qualificar os atletas até que o limite de 45 fosse alcançado.
O período de qualificação foi originalmente de 1 de maio de 2019 a 29 de junho de 2020. Devido à pandemia de COVID-19, este período foi suspenso de 6 de abril de 2020 a 30 de novembro de 2020, com a data de término estendida para 29 de junho de 2021. O início do período do ranking mundial a data também foi alterada de 1 de maio de 2019 para 30 de junho de 2020; as atletas que atingiram o padrão de qualificação naquela época ainda estavam qualificados, mas aqueles que usavam as classificações mundiais não seriam capazes de contar os desempenhos durante esse tempo. Os padrões de tempo de qualificação podem ser obtidos em várias competições durante o período determinado que tenham a aprovação da IAAF. Tanto competições ao ar livre quanto em recinto fechado eram elegíveis para a qualificação. Os campeonatos continentais mais recentes podem ser contados no ranking, mesmo que não durante o período de qualificação.
Os CONs também podem usar sua vaga de universalidade – cada CON pode inscrever uma atleta independentemente do tempo, se não houver nenhuma atleta que atenda ao padrão de entrada a um evento de atletismo – nos 1500 metros.

## Formato
O evento continua a usar o formato típico de três fases principais introduzido em 2012. São 6 baterias iniciais, com as 6 primeiras colocadas em cada uma e os 6 melhores tempos no geral avançando para as semifinais. Na fase seguinte, as 5 primeiras colocadas em cada semifinal e os próximos 2 tempos gerais avançam para a final.

## Calendário
Horário local (UTC +9)
| 2 de agosto   | 4 de agosto | 6 de agosto |
| 9:35          | 19:00       | 21:50       |
| ------------- | ----------- | ----------- |
| Eliminatórias | Semifinais  | Final       |

## Medalhistas
| Ouro   | KEN Faith Kipyegon |
| Prata  | GBR Laura Muir     |
| Bronze | NED Sifan Hassan   |

## Recordes
Antes desta competição, os recordes mundiais e olímpicos existentes eram os seguintes:
| Tipo             | Atleta         | Tempo   | Local       | Data                 |
| ---------------- | -------------- | ------- | ----------- | -------------------- |
| Recorde mundial  | Genzebe Dibaba | 3:50.07 | Fontvieille | 11 de julho de 2015  |
| Recorde olímpico | Paula Ivan     | 3:53.96 | Seul        | 1 de outubro de 1988 |

### Por região
| Área                               | Tempo   | Atleta          | Nação          |
| ---------------------------------- | ------- | --------------- | -------------- |
| África                             | 3:50.07 | Genzebe Dibaba  | Etiópia        |
| Ásia                               | 3:50.46 | Qu Yunxia       | China          |
| Europa                             | 3:51.95 | Sifan Hassan    | Países Baixos  |
| América do Norte, Central e Caribe | 3:54.99 | Shelby Houlihan | Estados Unidos |
| Oceania                            | 4:00.93 | Sarah Jamieson  | Austrália      |
| América do Sul                     | 4:05.67 | Letitia Vriesde | Suriname       |

O seguinte recorde foi estabelecido durante a competição:
| Data        | Evento | Atleta         | Nação      | Tempo   | Recorde          |
| ----------- | ------ | -------------- | ---------- | ------- | ---------------- |
| 6 de agosto | Final  | Faith Kipyegon | KEN Quênia | 3:53.11 | Recorde olímpico |

Os seguintes recordes nacionais foram estabelecidos durante a competição:
| CON             | Atleta         | Rodada        | Tempo   | Notas              |
| --------------- | -------------- | ------------- | ------- | ------------------ |
| Finlândia       | Sara Kuivisto  | Eliminatórias | 4:04.10 |                    |
| Finlândia       | Sara Kuivisto  | Semifinais    | 4:02.35 |                    |
| Japão           | Nozomi Tanaka  | Eliminatórias | 4:02.33 |                    |
| Japão           | Nozomi Tanaka  | Semifinais    | 3:59.19 |                    |
| Austrália       | Jessica Hull   | Semifinais    | 3:58.81 | Recorde da Oceania |
| República Checa | Kristiina Mäki | Semifinais    | 4:01.23 |                    |
| Grã-Bretanha    | Laura Muir     | Final         | 3:54.50 |                    |

## Resultados

### Eliminatórias
Regras de qualificação: as 6 primeiras atletas em cada bateria (Q) e os seguintes 6 tempos mais rápidos (q) avançam as semifinais.

#### Bateria 1
| Pos. | Atleta                   | CON                 | Tempo   | Notas                |
| ---- | ------------------------ | ------------------- | ------- | -------------------- |
| 1    | Gabriela DeBues-Stafford | CAN Canadá          | 4:03.70 | Q                    |
| 2    | Laura Muir               | GBR Grã-Bretanha    | 4:03.89 | Q                    |
| 3    | Winny Chebet             | KEN Quênia          | 4:03.93 | Q                    |
| 4    | Sara Kuivisto            | FIN Finlândia       | 4:04.10 | Q,                   |
| 5    | Freweyni Hailu           | ETH Etiópia         | 4:04.12 | Q                    |
| 6    | Kristiina Mäki           | CZE República Checa | 4:04.55 | Q,                   |
| 7    | Marta Pérez              | ESP Espanha         | 4:04.76 | q,                   |
| 8    | Cory McGee               | USA Estados Unidos  | 4:05.15 | q                    |
| 9    | Elise Vanderelst         | BEL Bélgica         | 4:05.63 | q                    |
| 10   | Ciara Mageean            | IRL Irlanda         | 4:07.29 |                      |
| 11   | Federica Del Buono       | ITA Itália          | 4:07.70 | Recorde da temporada |
| 12   | Laura Galván             | MEX México          | 4:08.15 |                      |
| 13   | Salomé Afonso            | POR Portugal        | 4:10.80 |                      |
| 14   | Georgia Griffith         | AUS Austrália       | 4:14.43 | Recorde da temporada |
| 15   | Hanna Klein              | GER Alemanha        | 4:14.83 |                      |

#### Bateria 2
| Pos. | Atleta                  | CON                               | Tempo          | Notas           |
| ---- | ----------------------- | --------------------------------- | -------------- | --------------- |
| 1    | Sifan Hassan            | NED Países Baixos                 | 4:05.17        | Q               |
| 2    | Jessica Hull            | AUS Austrália                     | 4:05.28        | Q               |
| 3    | Elle Purrier St. Pierre | USA Estados Unidos                | 4:05.34        | Q               |
| 4    | Gaia Sabbatini          | ITA Itália                        | 4:05.41        | Q               |
| 5    | Lemlem Hailu            | ETH Etiópia                       | 4:05.49 (.485) | Q               |
| 6    | Diana Mezuliáníková     | CZE República Checa               | 4:05.49 (.490) | Q,              |
| 7    | Revée Walcott-Nolan     | GBR Grã-Bretanha                  | 4:06.23        | Recorde pessoal |
| 8    | Esther Guerrero         | ESP Espanha                       | 4:07.08        |                 |
| 9    | Ran Urabe               | JPN Japão                         | 4:07.90        | Recorde pessoal |
| 10   | Natalia Hawthorn        | CAN Canadá                        | 4:08.04        |                 |
| 11   | Claudia Bobocea         | ROM Romênia                       | 4:09.19        |                 |
| 12   | Edinah Jebitok          | KEN Quênia                        | 4:10.72        | qR              |
| 13   | Aisha Praught-Leer      | JAM Jamaica                       | 4:15.31        |                 |
| 14   | Anjelina Lohalith       | EOR Equipe Olímpica de Refugiados | 4:31.65        | Recorde pessoal |
| 15   | María Pía Fernández     | URU Uruguai                       | 4:59.36        |                 |

#### Bateria 3
| Pos. | Atleta             | CON                 | Tempo   | Notas |
| ---- | ------------------ | ------------------- | ------- | ----- |
| 1    | Faith Kipyegon     | KEN Quênia          | 4:01.40 | Q     |
| 2    | Winnie Nanyondo    | UGA Uganda          | 4:02.24 | Q     |
| 3    | Linden Hall        | AUS Austrália       | 4:02.27 | Q     |
| 4    | Nozomi Tanaka      | JPN Japão           | 4:02.33 | Q,    |
| 5    | Heather MacLean    | USA Estados Unidos  | 4:02.40 | Q     |
| 6    | Katie Snowden      | GBR Grã-Bretanha    | 4:02.77 | Q,    |
| 7    | Lucia Stafford     | CAN Canadá          | 4:03.52 | q,    |
| 8    | Martyna Galant     | POL Polônia         | 4:05.03 | q,    |
| 9    | Caterina Granz     | GER Alemanha        | 4:06.22 | q,    |
| 10   | Marta Pen          | POR Portugal        | 4:07.33 | qR    |
| 11   | Sarah Healy        | IRL Irlanda         | 4:09.78 |       |
| 12   | Diribe Welteji     | ETH Etiópia         | 4:10.25 |       |
| 13   | Simona Vrzalová    | CZE República Checa | 4:19.46 |       |
| —    | Souhra Ali Mohamed | DJI Djibuti         | —       | DNF   |
| —    | Rababe Arafi       | MAR Marrocos        | —       | DNF   |

### Semifinais
Regras de qualificação: as 5 primeiras atletas em cada bateria (Q) e os seguintes 2 tempos mais rápidos (q) avançam a final.

#### Semifinal 1
| Pos. | Atleta                   | CON                 | Tempo   | Notas           |
| ---- | ------------------------ | ------------------- | ------- | --------------- |
| 1    | Faith Kipyegon           | KEN Quênia          | 3:56.80 | Q               |
| 2    | Freweyni Hailu           | ETH Etiópia         | 3:57.54 | Q               |
| 3    | Gabriela DeBues-Stafford | CAN Canadá          | 3:58.28 | Q,              |
| 4    | Jessica Hull             | AUS Austrália       | 3:58.81 | Q,              |
| 5    | Nozomi Tanaka            | JPN Japão           | 3:59.19 | Q,              |
| 6    | Elle Purrier St. Pierre  | USA Estados Unidos  | 4:01.00 | q               |
| 7    | Kristiina Mäki           | CZE República Checa | 4:01.23 | q,              |
| 8    | Gaia Sabbatini           | ITA Itália          | 4:02.25 | Recorde pessoal |
| 9    | Katie Snowden            | GBR Grã-Bretanha    | 4:02.93 |                 |
| 10   | Martyna Galant           | POL Polônia         | 4:06.01 |                 |
| 11   | Cory McGee               | USA Estados Unidos  | 4:10.39 | qR              |
| 12   | Caterina Granz           | GER Alemanha        | 4:10.93 |                 |
| 13   | Winny Chebet             | KEN Quênia          | 4:11.62 |                 |

#### Semifinal 2
| Pos. | Atleta              | CON                 | Tempo   | Notas                |
| ---- | ------------------- | ------------------- | ------- | -------------------- |
| 1    | Sifan Hassan        | NED Países Baixos   | 4:00.23 | Q                    |
| 2    | Laura Muir          | GBR Grã-Bretanha    | 4:00.73 | Q                    |
| 3    | Linden Hall         | AUS Austrália       | 4:01.37 | Q                    |
| 4    | Winnie Nanyondo     | UGA Uganda          | 4:01.64 | Q                    |
| 5    | Marta Pérez         | ESP Espanha         | 4:01.69 | Q,                   |
| 6    | Lucia Stafford      | CAN Canadá          | 4:02.12 | Recorde pessoal      |
| 7    | Sara Kuivisto       | FIN Finlândia       | 4:02.35 | Recorde nacional     |
| 8    | Diana Mezuliáníková | CZE República Checa | 4:03.70 | Recorde pessoal      |
| 9    | Lemlem Hailu        | ETH Etiópia         | 4:03.76 |                      |
| 10   | Marta Pen           | POR Portugal        | 4:04.15 | Recorde da temporada |
| 11   | Elise Vanderelst    | BEL Bélgica         | 4:04.86 |                      |
| 12   | Heather MacLean     | USA Estados Unidos  | 4:05.33 |                      |
| 13   | Edinah Jebitok      | KEN Quênia          | 4:05.56 |                      |

### Final
A final foi disputada em 6 de agosto, às 21:50 locais.
| Pos.              | Altleta                  | CON                 | Tempo   | Notas                |
| ----------------- | ------------------------ | ------------------- | ------- | -------------------- |
| Medalha de ouro   | Faith Kipyegon           | KEN Quênia          | 3:53.11 | Recorde olímpico     |
| Medalha de prata  | Laura Muir               | GBR Grã-Bretanha    | 3:54.50 | Recorde nacional     |
| Medalha de bronze | Sifan Hassan             | NED Países Baixos   | 3:55.86 |                      |
| 4                 | Freweyni Hailu           | ETH Etiópia         | 3:57.60 |                      |
| 5                 | Gabriela DeBues-Stafford | CAN Canadá          | 3:58.93 |                      |
| 6                 | Linden Hall              | AUS Austrália       | 3:59.01 | Recorde pessoal      |
| 7                 | Winnie Nanyondo          | UGA Uganda          | 3:59.80 | Recorde da temporada |
| 8                 | Nozomi Tanaka            | JPN Japão           | 3:59.95 |                      |
| 9                 | Marta Pérez              | ESP Espanha         | 4:00.12 | Recorde pessoal      |
| 10                | Elle Purrier St. Pierre  | USA Estados Unidos  | 4:01.75 |                      |
| 11                | Jessica Hull             | AUS Austrália       | 4:02.63 |                      |
| 12                | Cory McGee               | USA Estados Unidos  | 4:05.50 |                      |
| 13                | Kristiina Mäki           | CZE República Checa | 4:11.76 |                      |

Legenda
| Recorde mundial      | Recorde mundial (World record)               |                       | Recorde africano                      | Recorde africano (African) |                                           | Q | Classificado por posição (Qualified) |
| Recorde olímpico     | Recorde olímpico (Olympic record)            | Recorde da América    | Recorde da América (Americas)         | q                          | Classificado por melhor tempo (Qualified) |   |                                      |
| Melhor marca do ano  | Melhor marca do ano (World leading)          | Recorde asiático      | Recorde asiático (Asian)              | DNS                        | Não largou (Did not start)                |   |                                      |
| Recorde nacional     | Recorde nacional (National record)           | Recorde europeu       | Recorde europeu (European)            | DNF                        | Não terminou (Did not finish)             |   |                                      |
| Recorde pessoal      | Recorde pessoal do atleta (Personal best)    | Recorde da Oceania    | Recorde da Oceania (Oceania)          | DSQ / DQ                   | Desclassificado (Disqualified)            |   |                                      |
| Recorde da temporada | Recorde da temporada do atleta (Season best) | Recorde sul-americano | Recorde sul-americano (South America) | NM                         | Sem marca (No mark)                       |   |                                      |